# Fossès-et-Baleyssac
 Fossès-et-Baleyssac  là một xã thuộc tỉnh Gironde trong vùng Nouvelle-Aquitaine tây nam nước Pháp.